# Patricio García (músico)
Patricio García, nacido como Patricio Agustín García Martínez (28 de octubre de 1977), es un compositor, músico, director de cine argentino y ex vocalista del grupo Los Chicles. Integró el grupo de improvisación avant-garde Águilas Panamericanas de Oro y editó cuatro discos como solista. Escribió, dirigió y compuso música para cine y TV.

## Biografía

### Los Chicles
1995–2002
Tras dar sus primeros pasos en la banda de rock alternativo Lady Penélope, sus integrantes, García, Gerardo Cúneo, Juan Carlos Thouvier y Matías Lazzo, se reformaron en 1995 como Los Chiclets y se convirtieron inmediatamente un número en vivo muy popular en Tucumán. En 1997 editaron de forma independiente su primer álbum en casete, Argh!Burp!Prrr!. Por los dos años siguientes Los Chiclets participaron activamente de la movida punk tucumana, lo que se refleja en el sonido de su siguiente álbum Dementa, de 1998.
En 1999 se producen cambios radicales en la banda, en primer lugar el nombre pierde la "t", transformándose en Los Chicles. Además reemplazan al baterista con un DJ y músico electrónico, Martín Villa. Y comienzan a ensayar un nuevo repertorio en el que maridan la electrónica con las guitarras fuertes, que grabarán en el disco Los Chicles, publicado en 2000, que es referido como influencia y disparador del movimiento indie pop tucumano.
Mientras grababan su cuarto disco, el álbum doble Buenosaires, Los Chicles se separan a fines de 2002.

### Las Águilas Panamericanas de Oro,La Magiay la Orquesta Osos
2003–2005
Cuando Los Chicles se separan, García estaba ya tocando con el grupo avant-garde Las Águilas Panamericanas de Oro, formado por García, Mariano García, Juan Pablo Manson, Luis de la Bárcena, Exequiel Jiménez, y brevemente por Qoqi Méndez, que realizaban conciertos de música improvisada, impredecible, y con algunos elementos de teatralidad. A fines de 2002, Patricio García graba su primer álbum solista, La Magia, editado en 2003. Para la presentación de este disco forma la banda Orquesta Osos, con Bruno Masino, Germán Azcoaga y Atilio Binaschi.

### El cine yDios me ha dicho que ponga la bomba
2005–2017
En 2005 García abandona la actividad musical para dedicarse al cine. Produce una serie de cortos entre los que se destacan Ruido Marrón (2006) y Socket (2007), el largometraje documental This is Gasworks (2009) y la serie Muñecos del destino, escrita en colaboración con su esposa, la artista Rosalba Mirabella, y de la cual se realizan dos temporadas, la primera en 2011 y la segunda en 2017.
Componiendo la música para sus propias realizaciones descubre su vocación como compositor de bandas sonoras, en las que trabaja en colaboración con el ex-LosChicles Martín Villa. Juntos producen la BSO de ambas temporadas de Muñecos del destino (2011/2017), la de la serie de TV Futuros Idolos (2015) y la del documental Un Paraíso Detrás de las Montañas (2016). García compone además para los cortos Una cuestión de agua (2016) y A la mer à vélo 3, de Marmande à Gruissan (2018). En septiembre de 2016 publica un compilado con una selección de su obra llamado Antología 1995/2016.
Entre 2007 y 2008, García se reúne con la banda Monoambiente para grabar canciones de su composición. El material es abandonado durante años y es publicado en 2014 digitalmente bajo el nombre Dios me ha dicho que ponga la bomba.

### Listen In Awe
2016–2020
Desde 2016 García ha incursionado en la composición de música clásica contemporánea. A fines de 2016 colabora con el Cuarteto Telúrico en un concierto de música barroca con bases electrónicas. Su Sonata para piano a seis manos se estrena el 18 de mayo de 2018 en el Centro Cultural Virla de San Miguel de Tucumán, con él mismo al piano, junto a Nicolás Aiziczon y Mauricio Martinez Zuccardi. Ese mismo año se incorpora en el grupo Espacio de Composición Tucumán de compositores de música contemporánea.
En 2016 comienza a grabar su siguiente disco solista, Listen In Awe, compuesto y producido con métodos experimentales. Siete singles son publicados entre 2018 y 2019: «Monotone Talk», «Anymore», «KNKSHN» (más una versión extendida y un remix por Marcelo Ruffino), «Gloria» y «Little Prayer». Listen In Awe se publica en marzo de 2020.
En 2019 gana un Premio Mercedes Sosa por la música de Muñecos del destino.

### Galería Rose Mariey La Patoneta
2020–2023
A los pocos meses de la publicación de Listen In Awe empieza a componer un repertorio nuevo con un concepto completamente opuesto. Si Listen In Awe era experimental, lo nuevo va a ser furiosamente pop. Si Listen In Awe había sido creado en soledad y con la computadora como instrumento central, lo nuevo va a ser grabado con músicos y músicas e instrumentos analógicos. 
A partir de octubre de 2020 empiezan a salir los singles de lo que será Galería Rose Marie. «El reto que está de moda», «Bal des ardents», «Esta noche esta noche», «La mutación va a tener lugar», «En el año de la peste», «En el feudo».
A principios de 2023 forma una banda con algunos de los sesionistas que participaron en las grabaciones. Bruno Vita en guitarra, Jorge Carrizo en bajo y Valerio Carrillo Badino en batería forman la banda y se autodenominan "La Patoneta" en alusión a la Selección Argentina campeona en 2022  "La Scalonetta".
Tras cinco meses de ensayo la banda debuta el 13 de octubre de 2023 en Magic Music Box, da un segundo concierto el 4 de noviembre y un tercero el 30 de diciembre. Estos conciertos dan por resultado dos videos y un album en vivo.

## Discografía
Con Los Chicles ver Los Chicles
- La Magia (2003)
- Dios me ha dicho que ponga la bomba (2014)
- Antología 1995-2016 (2016)
- Listen In Awe (2020)
- Patricio Garcia Con La Patoneta en Vivo en la Magic (2024)

## Premios y nominaciones
- 2019 | Premios Mercedes Sosa | Mejor Música para Programa de TV por "Muñecos del Destino", Argentina